# Sofia Coppola
Sofia Carmina Coppola (New York, 14 maggio 1971) è una regista, sceneggiatrice, attrice e produttrice cinematografica statunitense.
È la figlia del regista italoamericano Francis Ford Coppola, sorella del regista Roman Coppola, nipote dell'attrice Talia Shire, cugina di Nicolas Cage, Jason Schwartzman e Robert Carmine e zia di Gia Coppola.
Debutta dietro la macchina da presa nel 1999 con il film Il giardino delle vergini suicide. Nel 2004 è stata la prima donna statunitense e la terza in assoluto ad avere ottenuto una candidatura all'Oscar al miglior regista per il pluripremiato film Lost in Translation - L'amore tradotto, per cui si aggiudica l'Oscar alla migliore sceneggiatura originale, il Golden Globe per la migliore sceneggiatura, l'Independent Spirit Award per il miglior regista e per la miglior sceneggiatura. Nel 2006 dirige il film biografico Marie Antoinette, candidato alla Palma d'oro al Festival di Cannes.
Nel 2010 si aggiudica il Leone d'oro al miglior film (il premio più prestigioso) per il suo Somewhere alla Mostra internazionale d'arte cinematografica di Venezia dalla giuria presieduta da Quentin Tarantino. Nel 2013 dirige il film Bling Ring. Nel 2017 dirige il film L'inganno, con il quale si aggiudica il Prix de la mise en scène al Festival di Cannes 2017. Sofia Coppola è considerata una dei registi del nuovo cinema statunitense, di cui è una delle autrici di punta assieme a registi come Spike Jonze, Wes Anderson, Paul Thomas Anderson, Charlie Kaufman e Richard Linklater.

## Biografia
È nata a New York il 14 maggio 1971, la figlia più piccola della documentarista Eleanor (nata Neil) e del regista Francis Ford Coppola. È di origini italiane (lucane e napoletane) dal lato paterno, irlandesi dal lato materno, ed è cresciuta nella fattoria dei suoi genitori a Rutherford, in California. Coppola si è diplomata alla St. Helena High School nel 1989. In seguito ha frequentato il Mills College e il California Institute of the Arts. Dopo aver terminato gli studi, Coppola ha avviato una linea di abbigliamento chiamata Milkfed, che ora viene venduta esclusivamente in Giappone. Tra la sua vasta famiglia di Hollywood ci sono sua zia Talia Shire, i suoi cugini Nicolas Cage e Jason Schwartzman. Coppola aveva molti interessi diversi, tra cui moda, fotografia, musica e design, e inizialmente non intendeva diventare una regista. Tuttavia, dopo aver realizzato il suo primo cortometraggio Lick the Star nel 1998, ha realizzato che "riunisse tutte le cose che amava" e ha deciso di continuare le sue attività cinematografiche.

## Carriera

### Attrice
La carriera di attrice di Coppola, caratterizzata da frequenti critiche al nepotismo e recensioni negative, comincia da bambina, con comparse in sette film di suo padre. Il suo primo ruolo è quello di un maschio, Michael Francis Rizzi, il nipote di Michael Corleone, nella scena del battesimo. Il primo film non diretto dal padre in cui recitò fu Anna (1987). Coppola è tornata alla trilogia di suo padre sia nel secondo che nel terzo film de Il Padrino, interpretando una figlia di un immigrato in Il padrino - Parte II (1974). Il suo ruolo più noto rimane quello di Mary Corleone ne Il padrino - Parte III (1990), che ricoprì all'ultimo minuto dopo l'abbandono del set da parte di Winona Ryder, dovuto a problemi di salute. Coppola ha commentato la vicenda legata al suo ruolo in Il Padrino - Parte III in un'intervista del 2013:
È stato commentato che la situazione abbia danneggiato la carriera di Francis Ford Coppola e abbia rovinato quella di Sofia prima ancora che iniziasse. Sofia Coppola ha detto che non ha mai voluto davvero recitare e lo ha fatto solo per dare una mano quando suo padre le ha chiesto di farlo. Dopo le riprese, confermò di non voler entrare nel mondo della recitazione. È stato anche presunto che il ruolo di Sofia nel film potrebbe aver contribuito al successo, che, alto all'inizio, è poi andato scemando. Coppola ha detto che suo padre ha basato molto del suo personaggio su di lei durante la stesura della sceneggiatura, prima ancora che fosse interpretata nel ruolo. Sofia si era preoccupata di aver ricevuto il ruolo solo perché era la figlia del regista, e il ruolo l'ha messa a dura prova durante le riprese.
Coppola ha anche recitato nel film di suo padre I ragazzi della 56ª strada (1983), in una scena in cui Matt Dillon, Tommy Howell e Ralph Macchio stanno mangiando in un locale di Dairy Queen; Rusty il selvaggio (1983); Cotton Club (1984); e nei panni della sorella di Kathleen Turner, Nancy Kelcher in Peggy Sue si è sposata (1986) la quale avrebbe successivamente lavorato al suo debutto come regista, Il giardino delle vergini suicide.
Frankenweenie (1984) è stato il primo film in cui ha recitato che non è stato associato a suo padre; tuttavia, spesso non viene annotato a causa del suo nome d'arte "Domino", che all'epoca adottò perché credeva che fosse glamour. Il cortometraggio, intitolato Life Without Zoe (1989) e distribuito come parte di un film tripartito di New York Stories, è stato co-scritto da Coppola con suo padre, che ha anche diretto il film.
La sua prestazione ne Il padrino - Parte III venne criticata al punto da mettere quasi fine alla sua carriera di attrice. Nel 1990 si aggiudicò infatti il Razzie Award alla peggior attrice non protagonista per l'interpretazione di Mary Corleone. Negli anni successivi apparve solo brevemente nel film indipendente Inside Monkey Zetterland (1992) e in un cameo per Star Wars: Episodio I - La minaccia fantasma (1999). Ha recitato anche la parte di una ginnasta nel video Elektrobank dei Chemical Brothers.

### Regista

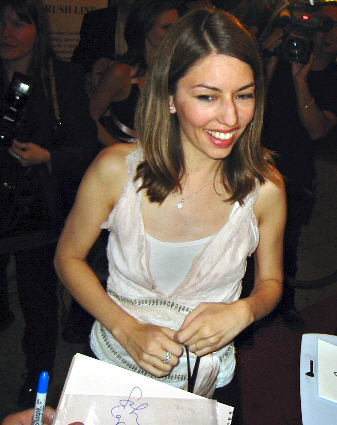
Coppola nel 2003

L'attività di Sofia Coppola è oggi principalmente rivolta alla regia; dopo il debutto con il cortometraggio Lick the Star, ha scritto e diretto diversi lungometraggi: Il giardino delle vergini suicide (1999), Lost in Translation - L'amore tradotto (2003), per il quale ha vinto il premio Oscar per la miglior sceneggiatura originale e Marie Antoinette (2006). Nel 2010 presenta alla 67ª Mostra internazionale d'arte cinematografica di Venezia il film Somewhere, che si aggiudica il Leone d'oro. Nel 2012 ha diretto lo spot per la nuova fragranza femminile Miss Dior Eau de Toilette, con Natalie Portman.
Nel 2013 scrive, produce e dirige Bling Ring, che apre la sezione Un Certain Regard al Festival di Cannes 2013.
Nel 2016 debutta con successo nella regia teatrale al Teatro Costanzi di Roma con l'opera lirica La Traviata di Giuseppe Verdi andata in scena con i costumi disegnati da Valentino e dalla sua maison, le scenografie di Nathan Crowley e la direzione musicale di Jader Bignamini.
Nel 2017 dirige il film L'inganno, con protagonisti Kirsten Dunst, Nicole Kidman e Colin Farrell. La pellicola è tratta dall'omonimo romanzo di Thomas Cullinan, e narra la storia di un collegio femminile nello stato della Virginia del 1864, che durante la guerra civile viene protetto dal mondo esterno fino a quando un soldato ferito viene trovato nelle vicinanze. Il film è stato presentato durante il Festival di Cannes, vincendo il premio come Miglior regia, e facendo di Sofia la seconda donna a ricevere il premio.

### Esperienza cinematografica e stilistica
Coppola è arrivata alla carriera cinematografica con conoscenze di recitazione, modellistica e design. Tutto ciò ha influenzato il suo lavoro di regista. Le sue conoscenze nel campo della moda, in particolare, hanno avuto un ruolo importante nei toni estetici dei suoi film e ha accentuato i ruoli di design e stile nel suo lavoro. La sua istruzione in una famiglia di Hollywood ha anche influenzato notevolmente il suo lavoro, così come la sua accoglienza pubblica e l'immagine, e ha sempre dovuto combattere le accuse contro i suoi privilegi. Dopo aver vinto un Oscar per Lost in Translation - L'amore tradotto e aver mostrato L'inganno, Coppola è stata accusata da alcuni critici di mostrare i privilegi sociali e culturali della sua infanzia.

## Vita privata
È stata sposata con il regista Spike Jonze dal 26 giugno 1999 al 5 dicembre 2003. Il 27 agosto 2011 ha sposato Thomas Pablo Croquet, in arte Thomas Mars, voce principale della rock band francese Phoenix, a Bernalda, in provincia di Matera, nell'ex palazzo Margherita, che il regista Francis Ford Coppola, di origini bernaldesi, ha comprato per la famiglia. Si sono incontrati durante la produzione della colonna sonora de Il giardino delle vergini suicide. Hanno due figlie: Romy (nata il 28 novembre 2006), il cui nome è un omaggio al fratello Roman Coppola, e Cosima (nata a maggio 2010).
Coppola e la sua famiglia hanno vissuto a Parigi per diversi anni prima di trasferirsi a New York nel 2010.
Coppola ha intenzionalmente mantenuto un basso profilo pubblico e garantisce che la vita delle sue figlie non sia influenzata dalla sua carriera. Alla domanda se le sue scelte come genitore di tenere i suoi figli fuori dai riflettori sono il risultato della sua stessa educazione, Coppola ha spiegato che non vuole che i suoi figli siano stanchi. "Non ho mai capito il motivo di portare i bambini alle prime cinematografiche e cose del genere," dice, "voglio solo che abbiano un'infanzia".

## Filmografia

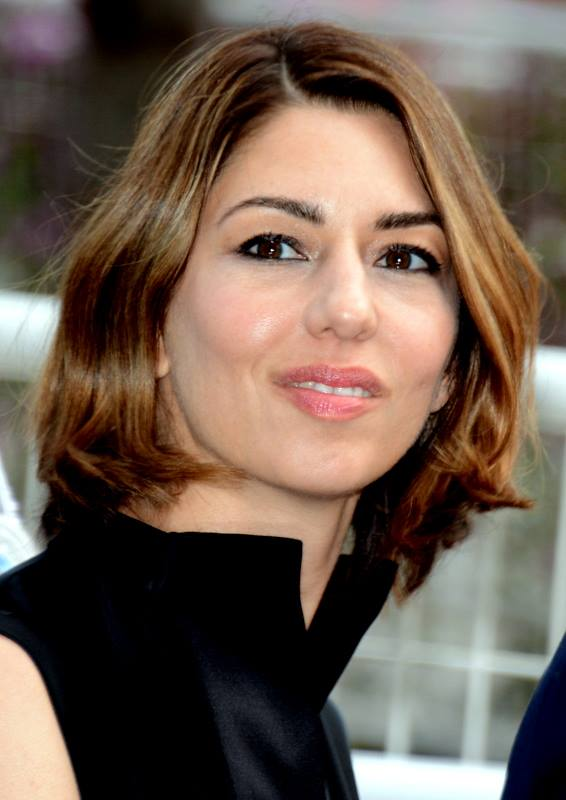
Sofia Coppola a Cannes 2014

### Cinema

#### Regista e sceneggiatrice
- Il giardino delle vergini suicide (The Virgin Suicides) (1999)
- Lost in Translation - L'amore tradotto (Lost in Translation) (2003)
- Marie Antoinette (2006)
- Somewhere (2010)
- Bling Ring (The Bling Ring) (2013)
- A Very Murray Christmas (2015) - film TV
- L'inganno (The Beguiled) (2017)
- On the Rocks (2020)
- Priscilla (2023)

#### Sceneggiatrice
- New York Stories (1989) (segmento Life without Zoe)

#### Produttrice
- L'inganno (The Beguiled) (2017)
- On the Rocks (2020)
- Priscilla (2023)

#### Attrice
- Il Padrino (The Godfather) (1972)
- Il Padrino: Parte II (The Godfather: Part II) (1974) (Non accreditata)
- I ragazzi della 56ª strada (The Outsiders) (1983)
- Rusty il selvaggio (Rumble Fish) (1983)
- Cotton Club (The Cotton Club) (1984)
- The Princess Who Had Never Laughed (1984) (film TV)
- Peggy Sue si è sposata (Peggy Sue Got Married) (1986)
- Anna (1987)
- Il padrino - Parte III (The Godfather: Part III) (1990)
- Inside Monkey Zetterland (1992)
- Star Wars: Episodio I - La minaccia fantasma (Star Wars: Episode I - The Phantom Menace) (1999) (Cameo)
- CQ (2001)

### Videoclip
- The White Stripes - I just don't know what to do with myself (2003)
- Phoenix - Chloroform (2013)
- The Chemical Brothers - Elektrobank (1997)

### Cortometraggi

#### Regista
- Bed, Bath and Beyond (1996)
- Lick the Star (1998)

#### Sceneggiatrice
- Lick the Star (1998)

#### Attrice
- Ciao L.A. (1994)
- Frankenweenie (1984), nel ruolo di Anne Chambers nel cortometraggio di Tim Burton
- Sofia Coppola appare nel video di Mildred Pierce, della band noise rock Sonic Youth.

## Riconoscimenti
- Premio Oscar
  - 2004 – Migliore sceneggiatura originale per Lost in Translation - L'amore tradotto
  - 2004 – Candidatura al miglior regista per Lost in Translation – L'amore tradotto
  - 2004 – Candidatura al miglior film per Lost in Translation – L'amore tradotto
- Golden Globe
  - 2004 – Migliore sceneggiatura per Lost in Translation – L'amore tradotto
  - 2004 – Candidatura al miglior regista per Lost in Translation – L'amore tradotto
- Nastro d'argento
  - 2004 – Regista del miglior film straniero per Lost in Translation – L'amore tradotto
- Independent Spirit Award
  - 2004 – Miglior regista per Lost in Translation – L'amore tradotto
  - 2004 – Miglior sceneggiatura per Lost in Translation – L'amore tradotto
- Palma d'oro
  - 2006 – Candidatura alla Palma d'oro per Marie Antoinette
- Mostra internazionale d'arte cinematografica
  - 2010 – Leone d'oro al miglior film per Somewhere
- Festival di Cannes
  - 2017 – Prix de la mise en scène per L'inganno

Razzie Award
- 1990 – Peggior attrice non protagonista per Il padrino - Parte III